# William Troost-Ekong
William Paul Troost-Ekong, född 1 september 1993 i Haarlem, är en nederländskfödd nigeriansk fotbollsspelare som spelar för grekiska PAOK. Han representerar även Nigerias fotbollslandslag.

## Karriär
Den 29 september 2020 värvades Troost-Ekong av Watford, där han skrev på ett femårskontrakt. Den 24 januari 2023 lånades Troost-Ekong ut till italienska Serie A-klubben Salernitana på ett låneavtal över resten av säsongen.
Den 4 juli 2023 värvades Troost-Ekong av grekiska PAOK, där han skrev på ett treårskontrakt.